# История Азова

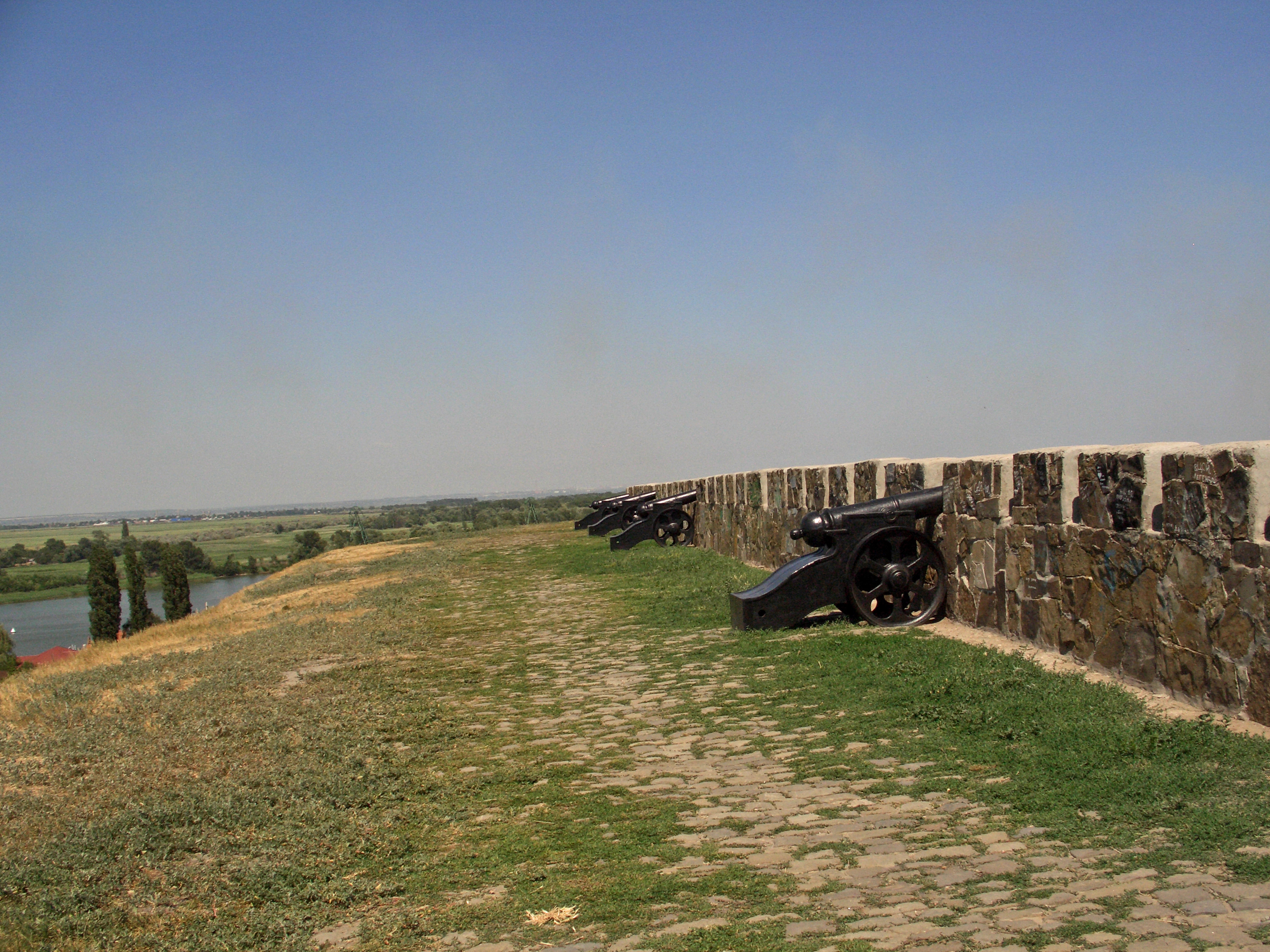
Валы Азовской крепости

На территории современного города Азова в I—III вв. существовала два меотийских поселения, Паниардис и Патарва, названных Подазовским и Крепостным городищами, в связи с их географическим месторасположением. Входившие в округу города Танаис. Подазовское городище находится на территории Хуторка, буквально под Азовом в его западной части. Крепостное городище находится на территории крепости XVII в. в северо-восточной части города. Площади Подазовского и Крепостного городищ, включая их могильники, соответственно 213 и 159 га. Примерно на рубеже III—IV вв. по археологическим данным жители покинули эти поселения, вероятно, оттесненные кочевниками, надвигавшимися с востока.
Лишь спустя несколько веков, как свидетельствует археология, на территории современного Азова появляется оседлое население. Новое население относилось к археологической салтово-маяцкой культуре (VIII—X вв.). В сегодняшней городской черте два поселения, относящихся к этой культуре: Кагальницкое и Красногоровка IV. Как и их предшественники, свои названия они получили в связи с их географическим месторасположением. Кагальницкое находится на выезде из Азова к северу от Кагальницкого шоссе. Красногоровка IV расположена на территории микрорайона Красногорска в юго-восточной части города. Площадь поселений соответственно 3,7 и 0,3 га. В начале II тысячелетия новая волна кочевников с востока снова захлестнула территорию Нижнего Дона.

## Ордынский Азак
В 10–11 вв. на месте Азова находилось славянское поселение, около 1067 захваченное половцами и получившее название Азув (Азак). С 13 в. крупный центр торговли Золотой Орды. В это время проводится социально-экономическая политика ханом Золотой Орды — Менгу-Тимуром, связанная, с независимой политикой от Каракарума — освоение новых городов, например таких как Азак.
В прилегающей к Дону части Азака генуэзские и венецианские купцы основали торговую крепость. Памятуя о существовании в древности греческого торгового города Танаиса, назвали её на итальянский манер — Тана. Через Азак (Тану) проходил Великий шёлковый путь из стран Западной Европы в Персию, Индию, Китай. В Европу через Тану поступали ремесленные изделия восточных стран, шёлк, пряности. Азак (Тана) был ключевым пунктом на пути из Москвы и городов Золотой Орды в столицу Византии — Константинополь. По этому пути русские товары: пушнина, пшеница, лес, лён, мёд, сало и товары Золотой Орды (донская и волжская рыба, продукты скотоводства) — поступали в западные страны. Азак (Тана) являлся крупным рынком работорговли и большим ремесленным центром. Для обслуживания торговли в Азаке работал в XIV веке свой монетный двор. Известно, что в 1316 году монетный двор Азака выпустил монеты с именем хана Узбека.
Также  с грамотой  хана Узбека (1321) связано упоминание о нахождении в городе "еврейского квартала" .
После обнаружения в подвале дома по ул. Измайлова, 49 захоронения большого числа людей (более 150 человеческих останков) археологам удалось установить, что массовое убийство произошло в зиму с 1369 на 1370 год. Всего найдены останки примерно 300 сторонников хана Абдаллы. Некоторых горожан Мамай, вероятно, переселил из Азака в новые городки на Северском Донце. К 1381 году территория города сократилась в три раза.
При раскопках на улице Калинина, 47 была найдена нефритовая пластина.
Войны между Золотой Ордой и державой Тамерлана в конце XIV века нанесли непоправимый ущерб Азаку. Войска Тамерлана опустошили владения Золотой Орды на трассе Великого шёлкового пути. В 1395 году ими был разгромлен и Азак. Итальянцы восстановили Тану, возвели здесь мощный замок с крепкими стенами, башнями, бойницами, рвами, подъёмными мостами.

## Азов (Азак) как турецкий форпост
Летом 1475 года войска могущественной Османской империи захватили Тану. Построенная на её месте турецкая крепость Азак  стала северным портом Османской империи.
Тюркское слово «Азак» имело несколько значений:
- «Заблудившийся, сбившийся с пути»,
- «Ошибающийся, путаник»,
- «Шальной» (о стреле),
- Имя огузского предводителя, упоминаемого в исторических источниках (1070—1072 гг.).

В июне 1637 года донские казаки совместно с запорожцами взяли крепость и не оставили в ней живым ни одного человека. С самого начала казаки предложили царю Михаилу Федоровичу заключить союз для борьбы против Речи Посполитой), но тот ответил отказом. Из Азова казаки совершили целую серию рейдов на Чёрном море, наведших страх на Стамбул и вызвавшие безуспешную осаду Азова турками в 1641 году (Азовское сидение). Турецкий военачальник Гусейн-Дели, рапортовал султану: «У нас чудовищные потери. Мы завоевали целые царства, а теперь несем позор от незначащей горсти запорожских казаков. Они не люди. Они шайтаны, принявшие человеческий облик. По словам янычар, они останавливают пули, ловят полами кафтанов ядра, растворяются в воздухе и неожиданно бьют из-за спины».
В 1642 году казаки, видя трудность удерживать Азов собственными силами, сами оставили эту крепость, предварительно уничтожив все фортификационные сооружения, и она опять перешла во власть визиря Кара-Мустафы.
1672 год — калмыцкий поход на Азов.

## Азовские походы Петра I

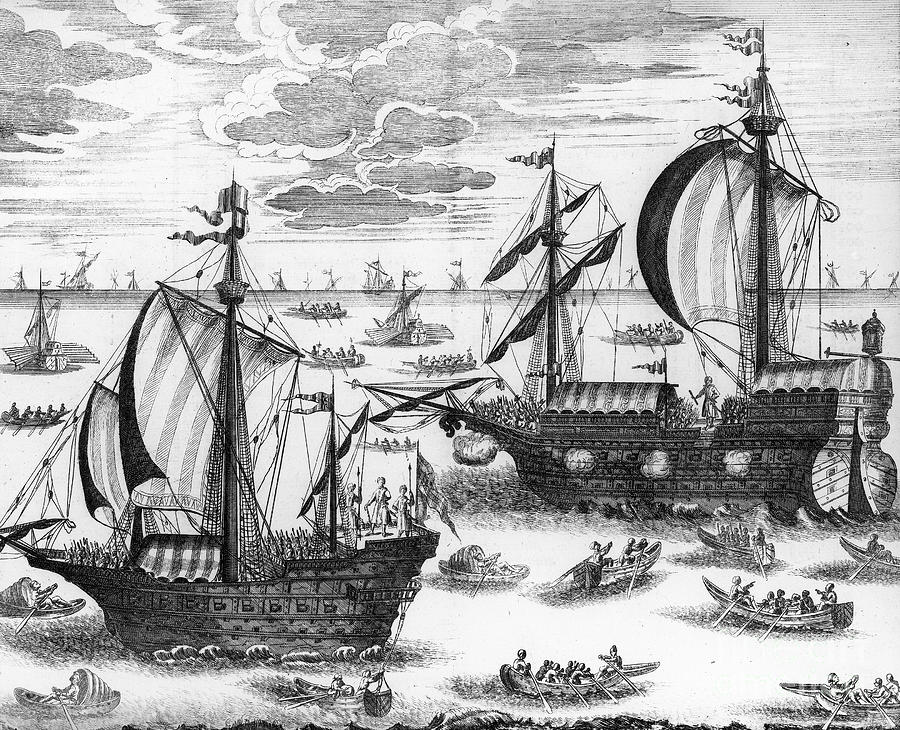
Азовский флот

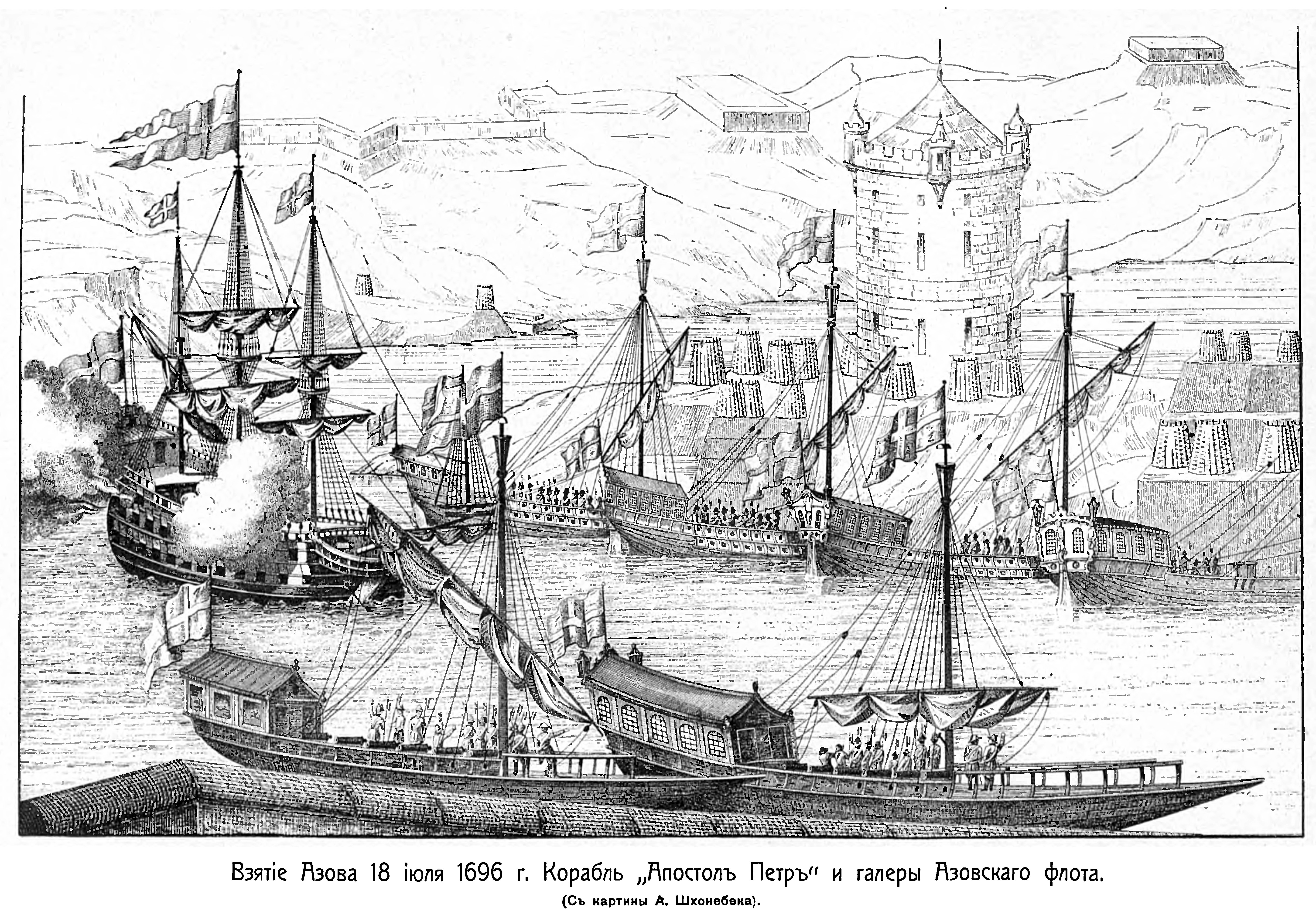
А. Шхонебек. Взятие Азова. 1696 год

Пётр I замыслил поход на турецкий Азов, так как овладение крепостью решило бы основную стратегическую задачу, поставленную Петром в данной кампании: свободный выход России на Азовское море. В апреле 1695 года армия из тридцати одной тысячи человек выступила из Москвы водным и сухим путём к Азову. Общего командующего армией не было, походом командовал военный совет из трех генералов: шотландца Патрика Гордона, швейцарца Франца Лефорта и русского Автонома Головина. Сам царь выступил в поход на Азов в качестве командира бомбардирской роты Преображенского полка. Однако осада турецкой крепости, начавшаяся 9 июля и длившаяся до конца сентября, не увенчалась успехом. Военный совет решил осаду снять, и 2 октября 1695 года последние русские солдаты покинули лагерь под Азовом. Началась подготовка ко второму азовскому походу, который осуществили 23 апреля 1696 года. В Воронеже стали строить русский флот — морские галеры и речные струги. Кроме этого к походу на Азов готовили 2 больших 36-пушечных корабля-галеаса. Личный состав флота под командованием Франца Лефорта был укомплектован 4225 солдатами. Численность сухопутной армии составила 75 тысяч человек (в два раза больше численности армии первого похода). В состав армии входили и донские казаки — около 5 тысяч человек. Главнокомандующим сухопутными войсками был назначен боярин Алексей Шеин, общее руководство походом осуществлял сам Петр I.
Азов был включен царём в состав России, однако для закрепления русского господства на Азовском море Петром было начато строительство новой Троицкой крепости (со временем ставшей городом Таганрог), а Азов стал укреплённым русским пунктом при устье Дона для защиты от татарских и ногайских набегов. По условиям Константинопольского мирного договора 1700 года Османская империя признала переход Азова под власть России.
Однако по итогам неудачной для России русско-турецкой войны 1710—1713 годов и поражения русской армии в Прутском походе Азов был возвращён туркам, при этом согласно Прутскому мирному договору между Россией и Турцией (Османской империей) крепость была разрушена в 1711—1712 годах.

## В составеРоссийской империи
В 1736 году, во время русско-турецкой войны 1735—1739 годах крепость была взята войсками генерала Ласси. По Белградскому миру 1739 года крепость передавалась России с условием сноса крепостных сооружений и зданий, что и было выполнено в 1747 году. В течение 20 лет городские укрепления лежали в руинах. В марте 1769 года, с началом новой русско-турецкой войны, город снова был занят солдатами вологодского полка и донскими казаками; с тех пор город всегда принадлежал России.
В 1775 году Азов сделан административным центром новоучреждённой Азовской губернии. В 1782 году, по переводе губернского управления в Екатеринослав, Азов переименован опять в крепость, 31 марта 1810 года — в посад Ростовского уезда Екатеринославской губернии, а в 1888 году присоединён к Области Войска Донского и передан под казачье управление.
В конце XIX века в посаде имелась 4-классная мужская прогимназия, а также женское и мужское училища, торговля значительно упала.

## В советский период
Азов в 1917—1940-х годах
После установления Советской власти на Дону, в Азове были организованы красногвардейские дружины. В то же время, эта власть продержалась недолго. В мае 1918 года на Дону, в том числе и в Азове, власть в свои руки взяли войска Деникина и Краснова. Советская власть была восстановлена в 1920 году после победы над белогвардейскими войсками. В марте 1920 года в Азове состоялись выборы в городской совет.
В июле 1921 года Азов становится центром Ростовского округа, сюда из Ростова-на-Дону переехали окружные органы власти.
В 1924 году Азов становится центром Азовского района, а 1 марта 1926 года в составе городов Северо-Кавказского края Декретом ВЦИК был утверждён город Азов. В августе 1930 года постановлением Президиума Северо-Кавказского крайисполкома округа были упразднены, а город Азов продолжал оставаться центром Азовского района.
В предвоенные годы в Азове появился ряд промышленных производств, в том числе судостроительная верфь, рыбокомбинат, кирпичный завод, чулочная фабрика и другие.
В 1940 году в городе Азове было уже 11 школ, в том числе 6 средних. Открылись новые клубы, библиотеки, парк культуры и отдыха, краеведческий музей.
Азов в годы Великой Отечественной войны
В 1941 году Азов стал перестраиваться на военный лад. Механический цех судостроительной верфи стал выпускать снаряды. Одежду и обмундирование для бойцов Красной Армии поставляла швейная артель «Прогресс». Жители Азова массово вступали в народное ополчение. Первым командиром ополчения был Н. В. Макеев.
Летом 1942 года фронт вплотную приблизился к Азову. Оборону города держали моряки Отдельного донского отряда Азовской военной флотилии, личный состав бронепоезда «За Родину». На месте дома, где располагался штаб отряда, позже были установлены памятный знак и мемориальная доска.
28 июля 1942 года Азов был оккупирован гитлеровскими войсками. За 194 дня оккупации от рук нацистских захватчиков погибло более 600 человек. Местом казни нацисты избрали карьер кирпичного завода. На территории города Азова и Азовского района активно действовал Азовский партизанский отряд под командованием И. Т. Сахарова и З. П. Шкуро.
7 февраля 1943 года город Азов и Азовский район в ходе Ростовской наступательной операции были освобождены 320-й, 151-й и 347-й стрелковыми дивизиями 44-й армии и 12-й гвардейской Донской казачьей дивизией 5-го Донского гвардейского казачьего кавалерийского корпуса. За время оккупации немцами Азову был нанесён ущерб на 140 миллионов рублей (в денежном выражении 1943 года).
Азов в послевоенное время
После войны Азов постепенно восстанавливался. Возрождались промышленные предприятия — промкомбинат, молочный завод, рыбокомбинат. Росли новостройки, поднимались корпуса новых предприятий, жилых домов. Началось строительство заводов кузнечно-прессового оборудования и кузнечно-прессовых автоматов. Судостроительная верфь стала выпускать металлические сейнеры. Дал продукцию новый завод по производству торгового оборудования.
С развитием промышленного производства рос и статус города. Так, в 1957 году город районного подчинения Азов был отнесён к категории городов областного подчинения Ростовской области.

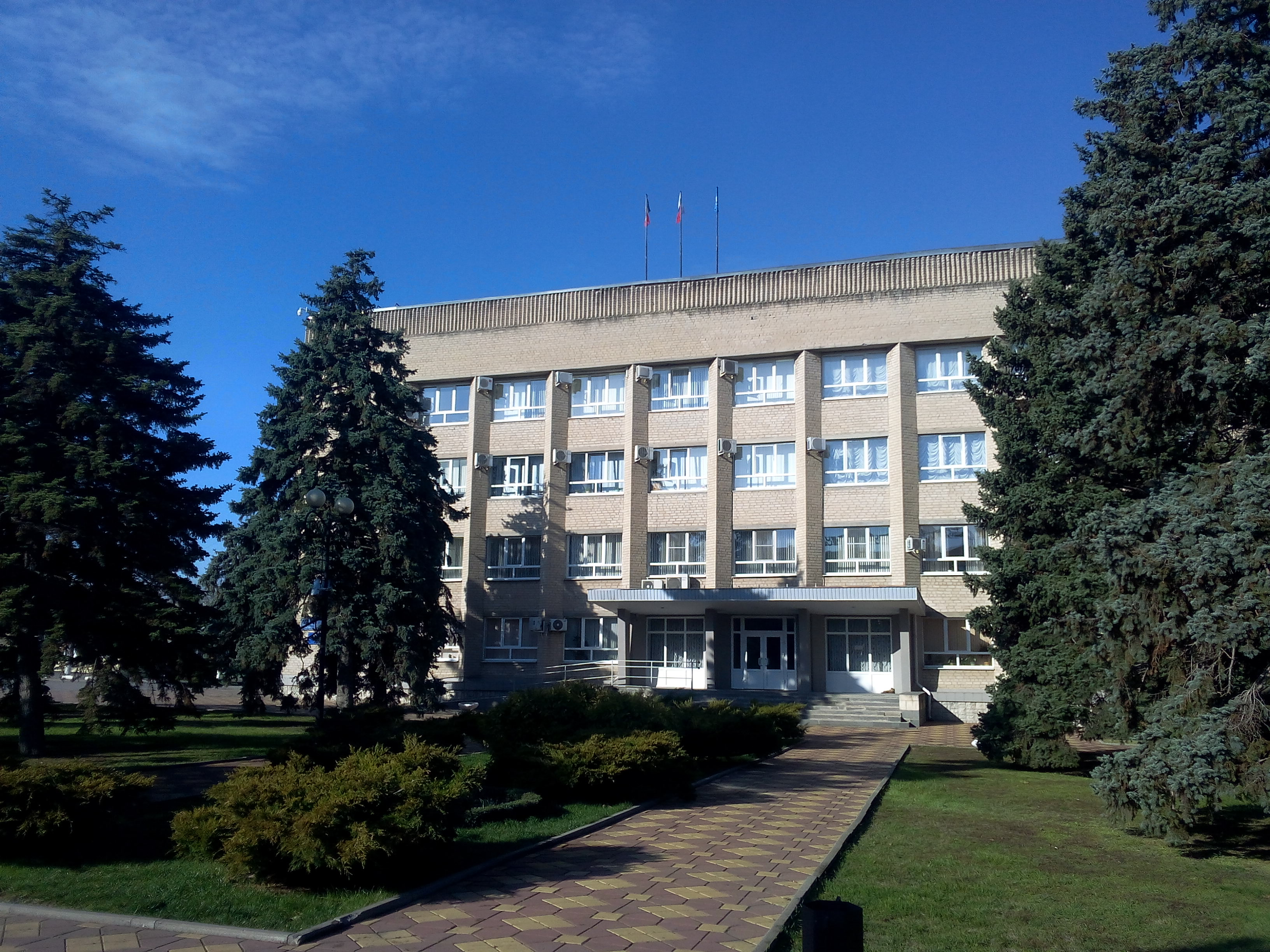
Администрация города

В марте 1994 года Азов получил статус муниципального образования «Город Азов». Созданы новые органы местного самоуправления — городская дума г. Азова и администрация города Азова, возглавляемая мэром. Кроме этого, город Азов сохранил за собой статус административного центра муниципального образования «Азовский район».

## Почётные звания города
5 мая 2017 года Азову было присвоено почётное звание «Город воинской доблести». Почётное звание было присвоено в соответствии с законом Ростовской области от 1 марта 2017 года N 1012-ЗС «О почётных званиях Ростовской области „Город воинской доблести“, „Населённый пункт воинской доблести“, „Рубеж воинской доблести“». 8 мая 2018 года в сквере «Березка» была установлена стела «Город воинской доблести».